# Sterngriff

Sterngriff als vergrößerter Schraubenkopf bzw. als Mutter vergrößerten Durchmessers und Höhe

Der Sterngriff ist ein runder Drehgriff mit ringsum verteilten etwa fingerbreiten Einkerbungen, durch die sich eine sternförmige Form ergibt, die gut zum Drehen von Hand geeignet ist. Sterngriffe bestehen aus Metall oder Kunststoff.
Sie werden i. d. R. als Muttern (mit Innengewinde) oder Schrauben (der Sterngriff ist Kopf einer Schraube) angeboten.
Insbesondere die nach DIN 6336 genormte Griffvariante wird bei Bedienelementen an Maschinen und Geräten häufig eingesetzt.